# Öppen utsaga
En öppen utsaga är en formel som inte är en sats. En öppen utsaga är alltså ett påstående som innehåller minst en obunden variabel. Se vidare formel.